# Circunscrições eclesiásticas católicas de Moçambique
As circunscrições eclesiásticas católicas de Moçambique consistem em 3 províncias eclesiásticas e 9 dioceses sufragâneas.

## Conferência Episcopal de Moçambique

### Província Eclesiástica de Beira
- Arquidiocese da Beira
  - Diocese de Chimoio
  - Diocese de Gurué
  - Diocese de Quelimane
  - Diocese de Tete

### Província Eclesiástica de Maputo
- Arquidiocese de Maputo
  - Diocese de Inhambane
  - Diocese de Xai-Xai

### Província Eclesiástica de Nampula
- Arquidiocese de Nampula
  - Diocese de Alto Molócuè
  - Diocese de Lichinga
  - Diocese de Nacala
  - Diocese de Pemba